# Wybroczyny
Wybroczyny (łac. petechiae, daw. petocie) – małe czerwone, brązowe lub fioletowe plamki nieprzekraczające 3 mm, spowodowane wynaczynieniem krwi z naczyń kapilarnych do skóry lub błony śluzowej. Zwykle pojawiają się w grupach i mogą przypominać wysypkę. Wybroczyny nie tracą koloru po ich uciśnięciu. Wybroczyny mogą być spowodowane szeregiem przyczyn, od drobnych urazów do zagrażających życiu schorzeń.

## Przyczyny

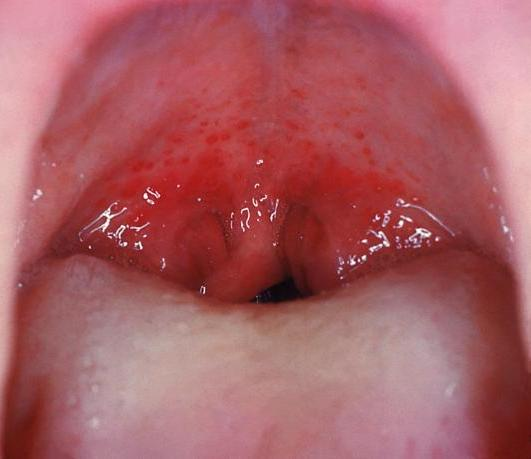
Wybroczyny w obrębie podniebienia

Do najczęstszych przyczyn powstawania wybroczyn należą:
- nasilone przedłużone parcie – drobne wybroczyny na twarzy, szyi i klatce piersiowej mogą być związane z nasilonym wysiłkiem przy:
  - płaczu
  - kaszlu
  - porodzie
  - wymiotach
  - podniesieniu dużych ciężarów
- małopłytkowe skazy krwotoczne
- choroby zakaźne
  - zakażenia septyczne
  - Neisseria meniningitis (meningokoki)
  - cytomegalowirus (CMV)
  - mononukleoza zakaźna
  - parwowirusy
  - szkarlatyna (płonica)
  - infekcyjne zapalenie wsierdzia
  - gorączka krwotoczna
- leki
- zapalenia naczyń
- choroby rozrostowe, w tym białaczki i chłoniaki.